# Sabicea brevipes
Sabicea brevipes är en måreväxtart som beskrevs av Herbert Fuller Wernham. Sabicea brevipes ingår i släktet Sabicea och familjen måreväxter. Inga underarter finns listade i Catalogue of Life.